# Еммануель Родрігес
Еммануель Родрігес (ісп. Emmanuel Rodríguez; 8 серпня 1992, Манаті) — пуерториканський професійний боксер, чемпіон світу за версією IBF (2018 — 2019, 2023) у легшій вазі.

## Аматорська кар'єра
2010 року Родрігес завоював срібну медаль на молодіжному чемпіонаті світу, а потім на перших юнацьких Олімпійських іграх став чемпіоном.
Після такого успіху Родрігес планував взяти участь в Олімпійських іграх 2012, але 12 листопада 2010 року став учасником дорожнього інциденту, в якому він і його напарник по машині отримали сильні опіки. Продовживши виступи після лікування через рік, не зумів кваліфікуватися на Олімпіаду й ухвалив рішення про перехід до професійного боксу.

## Професіональна кар'єра
1 червня 2012 року дебютував на професійному рингу. Впродовж 2012—2017 років здобув 17 перемог.
5 травня 2018 року відбувся бій за вакантний титул чемпіона світу за версією IBF в легшій вазі між Еммануелем Родрігесом і Полом Батлером (Велика Британія), в якому перемогу одностайним рішенням здобув пуерториканець і став новим чемпіоном світу.
Того ж року Родрігес став учасником Всесвітньої боксерської суперсерії у легшій вазі. У чвертьфіналі Суперсерії вийшов проти Джейсона Молоні (Австралія) і переміг розділеним рішенням. 18 травня 2019 року відбувся півфінальний бій Суперсерії Еммануель Родрігес — Наоя Іноуе (Японія), в якому японець нокаутував пуерториканця в другому раунді і відібрав титул чемпіона світу за версією IBF.
19 грудня 2020 року Родрігес вийшов на бій за титул «тимчасового» чемпіона за версією WBC проти філіппінця Реймарта Габальо і зазнав поразки розділеним рішенням.
14 серпня 2021 року не змогли з'ясувати, хто сильніший в рингу, Родрігес і Гері Антоніо Расселл (США): після зіткнення головами бій був зупинений у першому раунді і визнаний таким, що не відбувся. 15 жовтня 2022 року в андеркарді бою Деонтей Вайлдер — Роберт Геленіус Родрігес і Расселл зустрілися вдруге, і знов бій був зупинений через зіткнення головами, але цього разу в десятому раунді, і після підрахунку суддівських карток перемогу здобув пуерториканець.
12 серпня 2023 року відбувся бій за вакантний титул чемпіона світу за версією IBF в легшій вазі між Еммануелем Родрігесом і Мелвіном Лопесом (Нікарагуа). Пуерториканець з першого раунду заволодів ініціативою і, надіславши суперника тричі в нокдаун у дванадцятому раунді, здобув перемогу одностайним рішенням. Родрігес став дворазовим чемпіонолм світу.